# 列誥
列誥爵士（Sir John Fearns Nicoll，又譯尼誥，1899年—1981年）是英國殖民地官員。1921年，加入英國殖民地部，歷任英屬北婆羅洲行政官、坦干伊喀副行政官、千里達副輔政司及斐濟輔政司。1949年至1952年，隨同其上司葛量洪一同調任香港，出任輔政司。1952年至1955年，任新加坡總督。在他任職期間，新加坡遂漸實行自治，並於1955年通過林德憲制，增加民選立法議會議席。新加坡尼誥大道以他命名。